# Éparcy
Éparcy é uma comuna francesa na região administrativa de Altos da França, no departamento de Aisne. Estende-se por uma área de 7,52 km². Em 2010 a comuna tinha 33 habitantes (densidade: 4,4 hab./km²).